# Condado de Kanawha
O Condado de Kanawha (em inglês:  Kanawha County) é um condado localizado no estado da Virgínia Ocidental nos Estados Unidos. A sede e maior cidade do condado é Charleston. Foi fundado em 1789. O seu nome vem da tribo nativa Kanawha, que significa "lugar da pedra branca".
O condado possui uma área de 2 359 km², dos quais 2 335 km² estão cobertos por terra e 24 km² por água, uma população de 193 063 habitantes, e uma densidade populacional de 82,7 hab/km² (segundo o censo nacional de 2010). É o condado mais populoso da Virgínia Ocidental.